# 宁波逸夫剧院
宁波逸夫剧院，原称宁波剧院，是浙江省宁波市的一家剧院，于1972年12月开工，1976年9月26日完工，1976年10月1日启用，1981年7月增建冷却塔两座，冷气房面积120平方米，为宁波第一家有冷气设备的大型剧院，1996年为使剧院外观和内部功能与宁波城市现代化建设相适应进行首次大规模改造，1997年完工:451，由于改造得到了著名宁波帮人士、香港著名电影人邵逸夫的文化基金支持，剧院改为现名:128、2394。
剧院建筑面积6500平方米，观众厅内设豪华软座964只，其中池座534座，楼座430座，主舞台台口宽14米，高8米，舞台台面宽22米，深17米；舞台配有数控吊杆36道，约30平方米的自动升降乐池；配置国际先进的数字可控硅192路，基本面侧光固定灯具150余只，电脑灯80余只，LED帕灯100余只；采用进口全环绕立体声音响设施；配备恒温式冷暖中央空调；剧院舞台用电总容量930千瓦。